# Yavin 4
Yavin 4 är månen som rebellerna har sin hemliga bas på i filmen Stjärnornas krig. Basen är inrymd i ett gigantiskt tempel som byggts med avancerad teknik av de ondskefulla sith som fördrevs från månen tusentals år innan Stjärnornas krig utspelas. Naga Shadow byggde de stora templen på planeten.
Det var också där som Exar Kun byggde sina tempel.
Månen är huvudsakligen täckt av djungel. I Young Jedi Knights-böckerna har Luke Skywalker grundat en Jedi-akademi på himlakroppen.